# Birmingham Electric Company
Birmingham Electric Company (BECo) was een transportbedrijf in Birmingham, een Amerikaanse stad in de staat Alabama.

## Geschiedenis
In Birmingham was openbaar vervoer met behulp van trams zeer voor de hand liggend omdat het elektriciteitsbedrijf in die stad ook de exploitatie ervan uitvoerde. Deze situatie was in vele Amerikaanse steden normale praktijk.
Er ontstond een tramnetwerk dat vooral gericht was op het vervoeren van personeel van de talloze staalfabrieken en de wisseling van de diensten. In het begin was dit tweemaal per dag, omdat in de fabrieken 12-urige werkdagen golden, later driemaal per dag.
BECo was lid van de Electric Railway Presidents’ Conference Comittee die de PCC-car ontwikkelde maar was in de jaren 1930 vooral actief op het gebied van het aankopen van tweedehands, en daardoor verouderd, trammateriaal.
In 1945 had het bedrijf 27 verschillende wagentypes in gebruik waarvan sommige nog in 1901 waren gebouwd. Deze zeer oneconomische situatie was ook bij vele kleinere bedrijven normaal en verhoogde de kosten van onderhoud, omdat bijvoorbeeld reparatieonderdelen tussen tramtypes niet uitwisselbaar bleken, enorm.
Daarbij kocht men materiaal van opgeheven transportbedrijven en liet deze, onder andere door St. Louis Car Company ombouwen. Deze beide situaties drukte aanschafkosten maar verhoogde de onderhoudskosten dus aanzienlijk.
BECo was een van de laatste transportbedrijven die gebruik maakte van de Birney car. Dit zeer wijdverbreide tramtype was gebouwd voor lichte tramlijnen waar met eenmansexploitatie kon worden volstaan. De wagentjes hadden daarom ook alleen maar een in- en uitstapdeur bij de bestuurder.
Dit tramtype hield het in Birmingham tot in 1948 vol.

## Birmingham! The Pittsburgh of the South

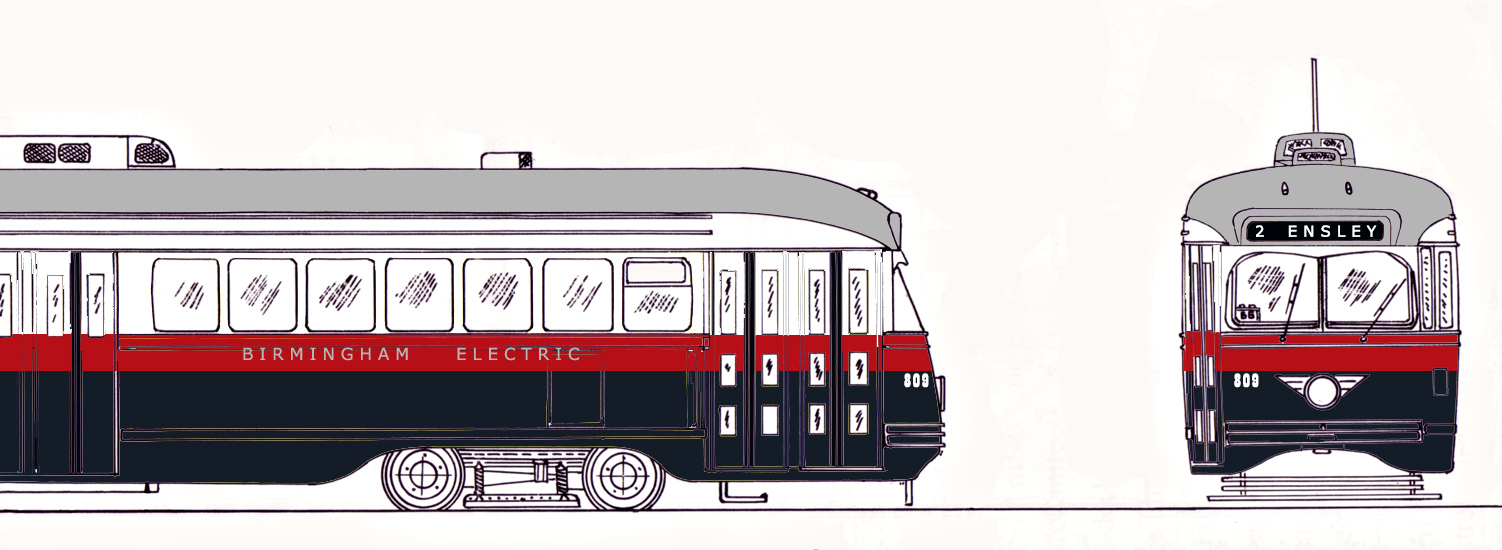
Eerste kleurenschema in Birmingham

Na de Tweede Wereldoorlog zakte het vervoer met 20 tot 30% in. Dit kwam door de stijging van het particuliere autogebruik, benzine was niet langer op de bon, en de stijgende werkloosheid in deze stad die vooral in de Tweede Wereldoorlog voor Amerika’s oorlogsinspanningen enorm veel staal had geproduceerd.
Men besloot vooralsnog zes tramlijnen te behouden en bestelde in 1947 48 PCC-cars bij Pulman-Standard. Deze zes routes waren nog belangrijk voor de staalindustrie; de meeste van de daar werkende arbeiders konden geen auto betalen.
De PCC-cars, genummerd 800 – 847, kregen in Birmingham de bijnaam ‘Transitliners’ en werden op de lijnen naar Ensley, no. 27 en 38, en West End, no. 2 en 25, ingezet.
De trams werden in een aantrekkelijke kleurencombinatie gestoken: een zware blauw (onder) met crème (boven) combinatie en een scharlakenrode band onder de raampartij.

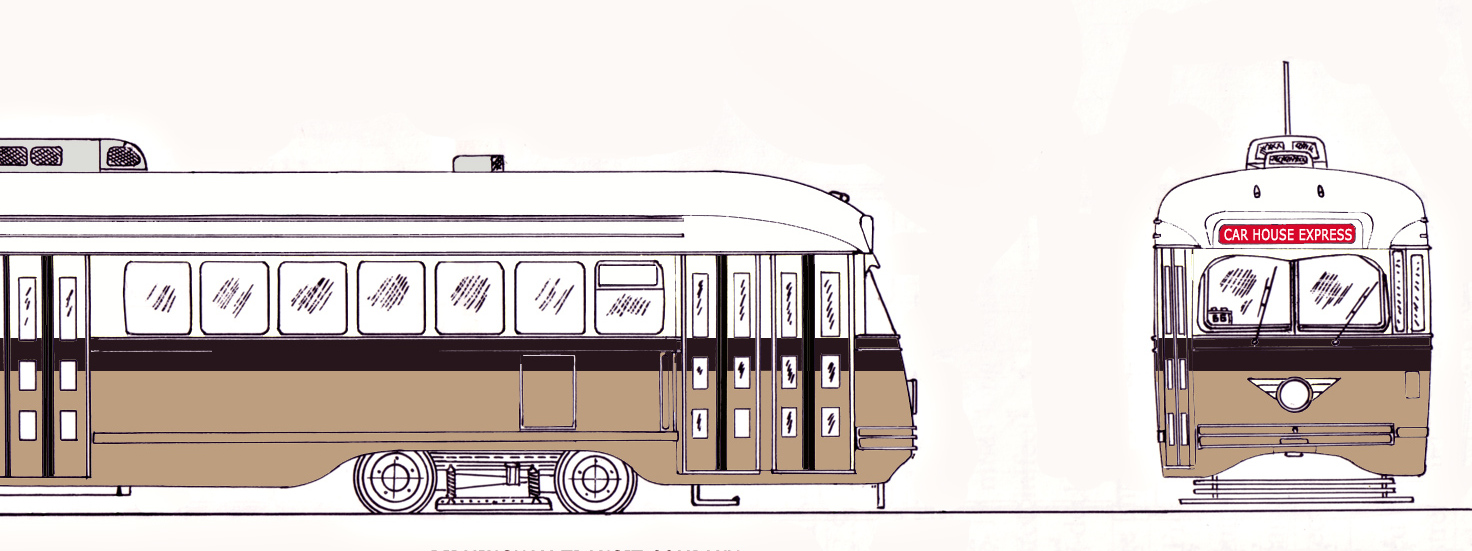
Tweede kleurenschema in Birmingham

Birmingham was één de steden die rassensegregatie in het openbaar vervoer doorvoerde. Zwarten mochten alleen achterin zitten op banken waarop bordjes met ‘colored’ waren geschroefd.
Om zo veel mogelijk gebruik te maken van de enorme snelheids- en comfortverbetering van deze wagens voerde BECo snelritten in die van eindpunt tot eindpunt alleen in het centrum en bij overstaphaltes van de andere tramlijnen stopten. Tussenliggende haltes en aansluitlijnen werden door bus of trolleybus bediend.
In 1950 streefde BECo naar een 90 tal PCC-rijtuigen om de vier overgebleven tramlijnen te moderniseren en te behouden.
BECo werd echter slachtoffer van haar eigen succes doordat de overheid ging eisen dat transport- en elektriciteitsbedrijven werden gescheiden. Op dat moment werd het veel minder aantrekkelijk zichzelf stroom te verkopen.
Het afgesplitste bedrijf kreeg de naam Birmingham Transit Co. (BTC).
Toen BTC te maken kreeg met de eis van het gemeentebestuur de trams op te heffen onder het dreigement dat de transportlicentie – dus dan ook voor de bus en trolleybus – zou worden ingetrokken, was het einde snel nabij.
Op 19 april 1953 reden de laatste trams door Birmingham waarvan sommige nog in de nieuwe kleuren van de BTC waren gestoken.
De PCC-wagens, nog geen vijf jaar oud, werden verkocht aan het transportbedrijf in Toronto, de TTC, waar de wagens omgenummerd werden in 4700 – 4747 en tot ver in de jaren 1990 in gebruik bleven.